# Rådhusstræde (København)
Rådhusstræde er en gade i Indre By i København, der forbinder Gammeltorv og Nytorv med Frederiksholms Kanal. Undervejs krydser den Kompagnistræde. Gaden omtales i 1540. Der ligger flere fredede ejendomme på gaden.
Dansk Skolemuseum lå på hjørnet af Rådhusstræde og Kompagnistræde og havde adresse Rådhusstræde nr. 6. Kulturhuset Huset-KBH ligger på Rådhusstræde 13.

## Navnet
Fra 1540 omtales Rådhusstræde, opkaldt efter de rådhuse, som lå på Gammeltorv fra omkring 1475 og frem til Københavns brand 1795.
Oprindeligt hed den sydlige del af gaden Vandmøllestræde, fordi de store vandhjul tilknyttet pumpeværket til det første Christiansborg Slot lå her. Da møllegraven i Løngangstræde blev tilkastet, mistede vandhjulene tilløbet, og Vandkunsten blev i stedet benyttet som fisketorv. Vandmøllestræde blev i 1858 tilsluttet Rådhusstræde.

## Historie
De ældste bebyggelsesspor er daterede til 1220'erne, da Rådhusstræde lå lige uden for den ældste fæstningslinje. Der er tale om opfyldning for at hæve terrænet og "byggemodne" det til bebyggelse.

## Fredede enkelthuse
| Billede | Husnr. | Opført       | Fredet | Bemærkninger |
| ------- | ------ | ------------ | ------ | --- |
|         | 1      | 1798         | 1918   | Ligger på hjørnet af Brolæggerstræde. Bygningen rummer i kælderetagen Posthus Teatret, opkaldt efter det tidligere postkontor i stueetagen. Christian Colbiørnsen med landboreformerne boede i huset fra 1799 til 1709. Biskop C.T. Engelstoft (1805-1889) boede her fra 1841 til 1844; historikeren Frederik Schiern kun fra 1845 til 1846. Forlæggeren F.L. Liebenberg med Ludvig Holbergs udgivelser boede i huset fra 1848 til 1851. Illustratør af Peters Jul, Herluf Jensenius, boede på kvisten fra 1934 og til sin død i 1966. |
|         | 3      | 1797         | 1939   | Filologen Børge Thorlacius boede i huset fra 1804 til 1821; historikeren Frederik Thaarup fra 1831 til 1832. |
|         | 5      | 1795         | 1945   | Den retslærde Christian Paulsen boede i huset i 1824; fra 1827 til 1829 den teologiske forfatter og præst A.G. Rudelbach og senere filologen Simon Meisling (1840) og forfatteren og præsten J.C. Hostrup (1845). |
|         | 6      | 1797         | 1964   | Huset ligger på hjørnet med Kompagnistræde og rummede Dansk Skolemuseum. Filologen og politikeren J.N. Madvig boede i huset 1858-1862. Politikeren J.A. Hansen boede i huset 1868-1869. |
|         | 7      | 1798         | 1918   | Huset ligger på hjørnet med Kompagnistræde. Der er ni fag på Rådhusstræde og et skråt hjørnefag. Filosoffen F.C. Sibbern boede i huset i 1816. |
|         | 8      | 1784         | 1945   | Huset ligger på hjørnet med Kompagnistræde. Der er ti fag på Rådhusstræde. Huset har ikke et skråt hjørnefag – det blev først pålagt for nybyggede huse efter Københavns brand 1795. Historikeren Frederik Sneedorff boede i huset 1789-1792, og historikeren Laurids Engelstoft boede i huset i 1807. Politikeren I.J. Unsgaard boede i huset i 1827. Solodanser ved Det Kongelige Teater Carl Dahlén boede i huset 1835-1844. Arkitekt Martin Nyrop boede i huset 1886-1887.                                                         |
|         | 9      | 1734         | 1945   | |
|         | 10     | 1750         | 1945   | |
|         | 11     | 1730         | 1945   | |
|         | 13     | 1890         | 1945   | Huset rummer Huset-KBH, der er et af landets ældste kulturhuse. |
|         | 15     | 1732         | 1945   | |
|         | 17     | Omkring 1700 | 1945   | |